# Fascellina altiplagiata
Fascellina altiplagiata är en fjärilsart som beskrevs av Holloway 1976. Fascellina altiplagiata ingår i släktet Fascellina och familjen mätare. Inga underarter finns listade i Catalogue of Life.